# Ana Gonçalves
Ana Gonçalves (ur. 3 stycznia 1993 r. w Bengueli) – angolska koszykarka. Reprezentantka Angoli na Letnich Igrzyskach Olimpijskich 2012 w Londynie.
W latach 2008–2010 występowała w kadrze juniorskiej, w której rozegrała 3 turnieje mistrzostw Afryki (2008, 2009, 2010).

## Turnieje
Na podstawie:.
- Mistrzostwa Afryki U-18 kobiet 2008 – 10. miejsce
- Mistrzostwa Afryki U-16 kobiet 2009 – 3. miejsce
- Mistrzostwa Afryki U-18 kobiet 2010
- Igrzyska Olimpijskie: Londyn 2012 – 12. miejsce